# Bengt Persson (friidrottare)
För andra betydelser, se Bengt Persson.
Bengt Persson, även kallad BP, senare Bengt Widmark, född 31 oktober 1939 i Önnesmark, Lövångers församling, död 14 oktober 2013 i Visby, var en svensk friidrottare, vars specialitet var löpning 3 000 meter hinder. Han tävlade för IFK Umeå och hade det svenska rekordet på 3 000 meter hinder mellan åren 1963 och 1971. Han utsågs år 1964 till Stor grabb nummer 231. Han tog sig efter karriären efternamnet Widmark.
Persson deltog i Olympiska spelen i Mexico City 1968 och kom på tionde plats.